# Військова розвідка України
Військова розвідка відповідає за розвідку поля бою і є найважливішим елементом, що забезпечує перевагу сил в бою. Переважно тактична розвідка спрямована на створення сприятливих умов для організованого і своєчасного вступу в бій і успішного його проведення.

## Історія
У XVI—XVII століттях на Запорізькій Січі вже існували структури-прототипи сучасних розвідувальних підрозділів — пластові курені. Команди пластунів чисельністю від 3 до 10 досвідчених козаків висилались для ведення розвідки за декілька днів до виступу запорожців в похід. Для розвідки створювались також стаціонарні спостережні пости — бекети і рухомі роз'їзди. Бекети розташовувались уздовж південного кордону Запоріжжя та призначались для ведення спостереження, своєчасного виявлення військ противника й оповіщення Кошу та місцевого населення. Роз'їзні козаки висилались на кордон або діяли попереду головних козацьких сил під час походу. Склад бекету чи роз'їзду зазвичай був 2-3 козака. У 1755 році в курені було 441 пластун, у 1759 році — 541, у 1769 році — 269. Особлива увага козацькою розвідкою приділялася своєчасному розкриттю місця розташування головних сил противника, наявності артилерії й кінноти, місця головного пункту управління.
Здобувалися відомості про чисельність і озброєння військ противника, фізичний і моральний стан особового складу, обсяги продовольчих запасів і матеріальних ресурсів, можливості їх поповнення, дані про проведені ним під час здійснення маршу бої, наявність в обозі поранених, хворих, стан возів тощо.

У другій половині XIX століття і на початку XX століття військове мистецтво ускладнилося. Вогнепальна зброя удосконалювалося, починалася моторизація та механізація військ. Результат війни вже не міг вирішуватися одним генеральним боєм. Виникло поняття «операція» — форма бойових дій оперативних об'єднань (фронт, армія) за участю великої кількості з'єднань (корпусів, дивізій) і частин (бригад та полків). Це призвело до розділення розвідки на тактичну (військову) і оперативну. До початку Першої світової війни військова розвідка остаточно виділилася в окремий вид воєнної розвідки.
Після проголошення Української Народної Республіки й важких кровопролитних боїв з більшовиками початку 1918 року у березні новий начальник Генерального штабу Армії УНР Олександр Сливинський провів реорганізацію наслідком якої стало створення окремих структур, які мали забезпечувати армію конфеденційною інформацією, а саме: «розвідковий» підвідділ на чолі з полковником Володимиром Колосовським.

## Бойові підрозділи військової розвідки
Наразі у Збройних силах  України та Національної гвардії України наявні наступні бойові підрозділи військової розвідки:
- 10-й окремий загін спеціального призначення
- Kraken
- 49-й навчальний центр розвідки
- 54-й окремий розвідувальний батальйон
- 74-й окремий розвідувальний батальйон
- 120-й окремий розвідувальний батальйон[1][2][3][4][5]
- 129-й окремий розвідувальний батальйон
- 130-й окремий розвідувальний батальйон
- 131-й окремий розвідувальний батальйон
- 132-й окремий розвідувальний батальйон
- 140-й окремий розвідувальний батальйон
- 143-й окремий розвідувальний батальйон

Національна гвардія
- Загін спецпризначення «Вега Захід»
- Окремий загін розвідки спеціального призначення «Арес»
- Омега (спецпідрозділ)